# Georg von Khevenhüller

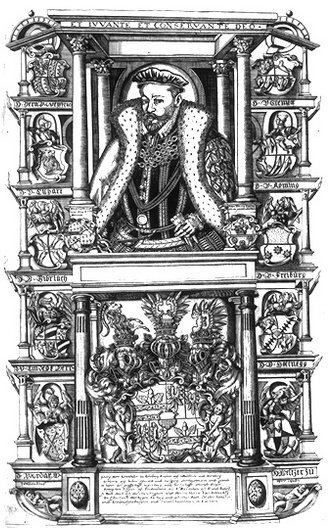
Georg Khevenhüller, um 1560/80

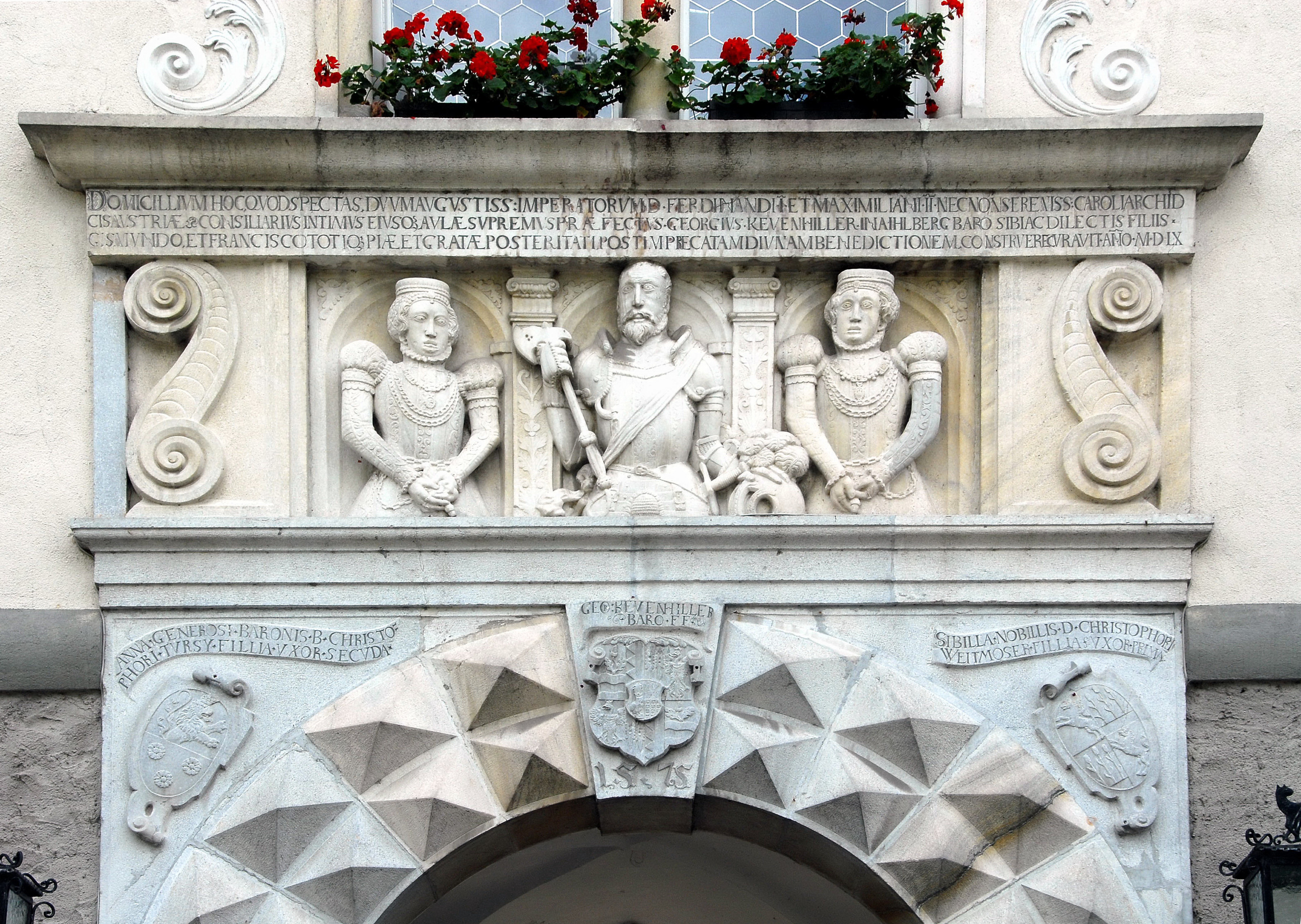
Georg Khevenhüller mit seinen beiden Gattinnen. Supraporte am Nordportal von Schloss Wernberg

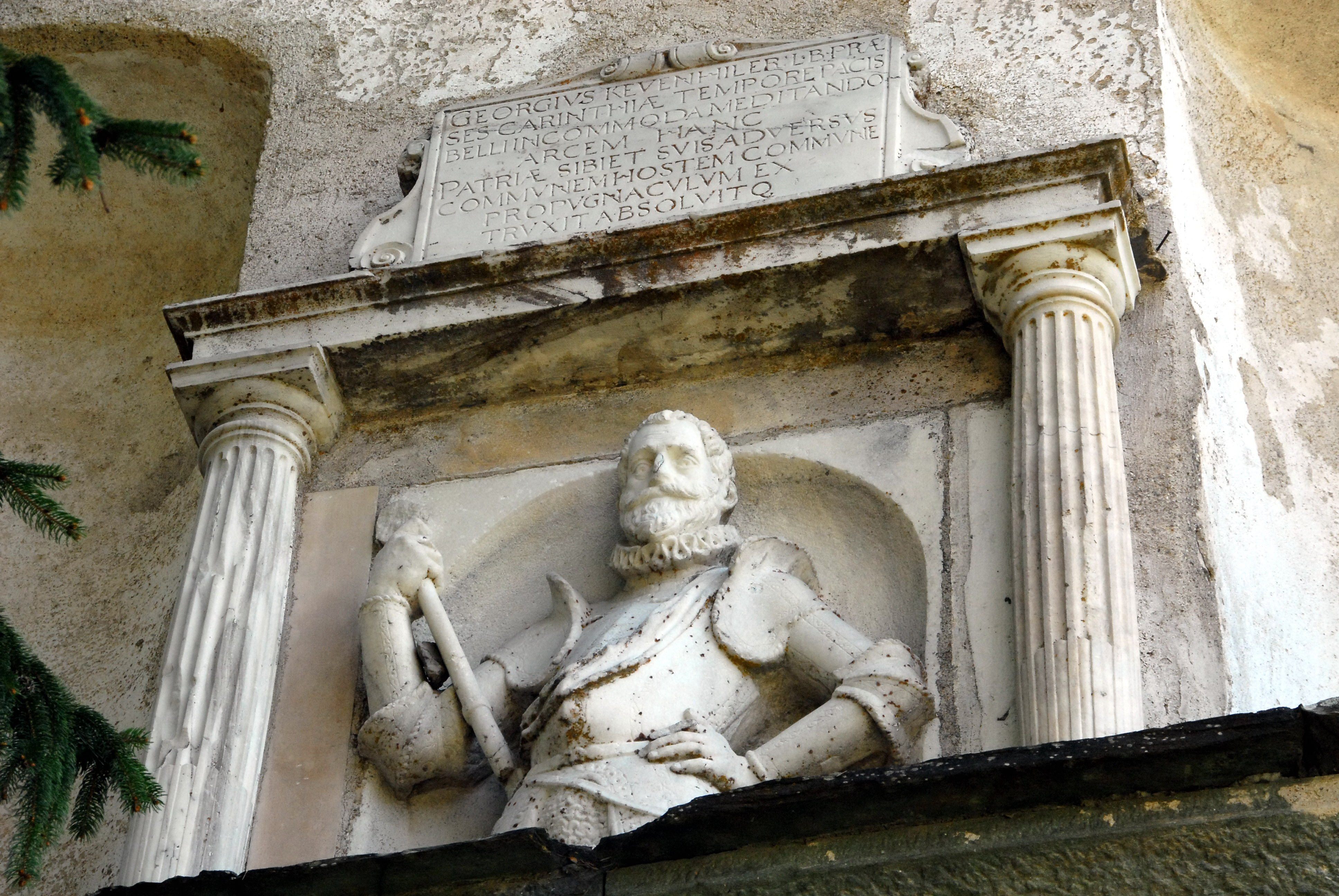
Büste Georg Khevenhüllers im Khevenhüllertor, Burg Hochosterwitz

Georg von Khevenhüller (* 22. April 1533 auf Burg Pittersberg bei Kötschach-Mauthen, Kärnten; † 9. September 1587 in Klagenfurt) war ein Kärntner Adeliger aus dem Geschlecht der Khevenhüller. Obwohl Protestant, stand er in verschiedensten Funktionen jahrzehntelang in Diensten der Habsburger, darunter 1565 bis 1587 als Landeshauptmann von Kärnten.

## Leben und Wirken
Georg Khevenhüller war eine der prägnantesten Persönlichkeiten Kärntens im 16. Jahrhundert. Er war der Sohn von Sigmund III. von Khevenhüller und dessen Frau Katharina von Gleinitz zu Gleinstätten. Zudem war er der Neffe des Landeshauptmannes Christoph von Khevenhüller und wurde schon in jungen Jahren mit hohen Würden versehen. Er war zunächst Rat und Kämmerer der beiden Kaiser Ferdinand I. und Maximilian II. Mit 31 Jahren wurde er zum Landeshauptmann von Kärnten ernannt. Später erhielt er zusätzlich die Ämter und Titel eines Geheimen Rats, Oberstkämmerers und des Präsidenten der Grazer Hofkammer. Zudem war er Obersthofmeister von Erzherzog Karl II. Als Offizier zeichnete er sich mehrfach in Kroatien gegen die Türken aus.
Georgs beiden Gattinnen, Sibylla Weitmoser und Anna von Thurzo, kamen aus Familien, die mit Bergbau reich geworden waren. Georg muss über beträchtliche finanzielle Mittel verfügt haben. So erwarb er Burg Hochosterwitz und Schloss Wernberg und baute sie zu ihrer heutigen Gestalt aus. Für seine zweite Frau Anna ließ er um 1582 Schloss Annabichl erbauen. In Villach baute er um 1570 ein Stadtpalais, das sogenannte Venetianerhaus. Das dreigeschoßige, an der Hauptfassade achtachsige Gebäude mit Innenhofarkaden wurde später als Rathaus genutzt und im Zweiten Weltkrieg bis auf das diamantquaderumrahmte Portal zerstört. Khevenhüller gilt als bedeutendster Bauherr und Auftraggeber im Kärnten der zweiten Hälfte des 16. Jahrhunderts.
Georg Khevenhüller war überzeugter Protestant. Dennoch genoss er am Hofe Erzherzog Karls hohes Ansehen. Er war an den Verhandlungen über die Religionspazifikation 1578 beteiligt, als dem Adel angesichts der Türkengefahr die Religionsfreiheit zugesagt wurde. Auf Khevenhüllers Burg Hochosterwitz war der protestantische Prädikant Michael Gothard Christalnick tätig.
Khevenhüller war mehr als 30 Jahre im Staatsdienst tätig, lange Zeit außerhalb Kärntens. In seiner Funktion als Landeshauptmann ließ er sich in dieser Zeit durch einen Landesverweser vertreten. Erst seine letzten Lebensjahre verbrachte er wieder vorwiegend in Kärnten. So leitete er ab 1582 die Bauaufsicht in der landständischen Stadt Klagenfurt.
Georg Khevenhüller starb am 9. September 1587. Er ist wie sein Onkel Christoph in der Stadtpfarrkirche St. Jakob in Villach bestattet.

## Belege
1. ↑  Burgruine Pittersberg – 1533 wurde hier Georg Khevenhüller geboren (Seite nicht mehr abrufbar, festgestellt im März 2025. Suche in Webarchiven)  Info: Der Link wurde automatisch als defekt markiert. Bitte prüfe den Link gemäß Anleitung und entferne dann diesen Hinweis.
2. ↑  Die Inschriften des Bundeslandes Kärnten
3. 1 2 3 4 5 6  
Evelyne Webernig: Der Landeshauptmann von Kärnten. Ein historisch-politischer Überblick. Verlag des Kärntner Landesarchivs, Klagenfurt 1987, ISBN 3-900531-18-8, S. 21–24.
4. ↑  
Dehio-Handbuch Kärnten. 3. Auflage, Anton Schroll, Wien 2001, ISBN 3-7031-0712-X, S. 396.
5. 1 2  
Barbara Kienzl, Wilhelm Deuer: Renaissance in Kärnten. (Kunstgeschichte Kärntens) Verlag Carinthia, Klagenfurt 1996, ISBN 3-85378-438-0, S. 52.
6. ↑  
Barbara Kienzl, Wilhelm Deuer: Renaissance in Kärnten. (Kunstgeschichte Kärntens) Verlag Carinthia, Klagenfurt 1996, ISBN 3-85378-438-0, S. 183f.

| Personendaten    | Personendaten                  |
| ---------------- | ------------------------------ |
| NAME             | Khevenhüller, Georg von        |
| ALTERNATIVNAMEN  | Khevenhüller, Georg            |
| KURZBESCHREIBUNG | Kärntner Landeshauptmann       |
| GEBURTSDATUM     | 22. April 1533                 |
| GEBURTSORT       | bei Kötschach-Mauthen, Kärnten |
| STERBEDATUM      | 9. September 1587              |
| STERBEORT        | Klagenfurt                     |